# Univers Spider-Man de Sony
 Pour plus de détails, voir Fiche technique et Distribution
Sony's Spider-Man Universe (anciennement Sony Pictures Universe of Marvel Characters et parfois appelé SonyVerse) est une franchise médiatique et un univers partagé, centré sur une série de films de super-héros produits par Columbia Pictures en association avec Marvel Entertainment. Distribués par Sony Pictures Releasing, les films sont basés sur des personnages édités par Marvel Comics et associés au personnage de Spider-Man. Le premier film développé est Venom, sorti en octobre 2018.
Sony prévoit initialement d'utiliser The Amazing Spider-Man : Le Destin d'un héros (2014) pour lancer plusieurs films centrés sur des ennemis de Spider-Man des comics, dont les Sinister Six. Après l'échec relatif critique et financier de The Amazing Spider-Man: Le Destin d'un héros, ces plans sont abandonnés. En février 2015, Sony annonce un accord pour collaborer avec Marvel Studios sur les futurs films Spider-Man afin qu'ils soient intégrés à l'univers cinématographique Marvel. Cet accord a permis l'apparition de Spider-Man dans Captain America: Civil War (2016) et notamment Spider-Man: Homecoming et Spider-Man: Far From Home. Pendant ce temps, Venom est développé en tant que film autonome séparé. Il est donc annoncé comme le premier film du nouvel univers centré sur des personnages liés à Spider-Man en mai 2017.
Sony développe par ailleurs un certain nombre de films et de séries télévisées dans le cadre de cette franchise, avec les films Venom: Let There Be Carnage (2021) et Morbius (2022). De plus, le studio a sorti le film d'animation Spider-Man: New Generation en 2018, qui a introduit l'idée d'un multivers reliant les différents univers. Cependant, après plusieurs échecs critiques et publics, Sony décide en décembre 2024 de mettre en pause la production de films liés à cet univers après la sortie du sixième film, Kraven the Hunter.

## Genèse et développement
En janvier 2010, Sony annonce le reboot de la franchise Spider-Man après que le réalisateur Sam Raimi a décidé de ne plus continuer sa trilogie. En mars 2012, Sony souhaite toujours développer un film dérivé sur le personnage de Venom et veut profiter de la sortie du nouveau film The Amazing Spider-Man (2012). En juin, les producteurs Avi Arad et Matt Tolmach s'entretiennent au sujet de Venom, The Amazing Spider-Man et l'univers cinématographique Marvel. En décembre 2013, Sony révèle son intention d'utiliser The Amazing Spider-Man : Le Destin d'un héros (2014) pour créer leur propre univers élargi basé sur les personnages Marvel dont le studio possède les droits cinématographiques, y compris Venom. Avi Arad et Matt Tolmach décident de produire les films avec une équipe créative de confiance composée notamment d'Alex Kurtzman, Roberto Orci, Jeff Pinkner, Ed Solomon, Drew Goddard et Marc Webb (réalisateur de The Amazing Spider-Man et sa suite). Cependant, après les résultats décevants de The Amazing Spider-Man: Le Destin d'un héros, Sony décide de revoir tous ses projets.
À la suite du piratage des ordinateurs de Sony en novembre 2014, des courriels entre la coprésidente de Sony Pictures Entertainment Amy Pascal et le président Doug Belgrad sont publiés, indiquant que Sony prévoit de « rajeunir » la franchise Spider-Man avec un film d'animation développé par Phil Lord et Chris Miller. En février 2015, Sony et Marvel Studios ont annoncé un nouveau partenariat qui verrait ces derniers produire le prochain film Spider-Man pour Sony et intégrer le personnage dans l'univers cinématographique Marvel. Sony prévoit toujours de produire des films dérivés, sans la participation de Marvel. Cependant, cette idée est abandonnée en novembre, Sony se focalisant plutôt sur le renouveau du personnage avec Marvel Studios. Discutant du film d'animation au cours de cette année, le président de Sony Pictures, Tom Rothman, a déclaré qu'il « coexisterait » avec les films Spider-Man live-action, bien que Sony ait déclaré qu'il existerait indépendamment des projets de l'univers Spider-Man en prise de vues réelles. Le film d'animation, Spider-Man: New Generation (2018), se déroule dans un univers alternatif du reboot de Spider-Man mais présente le multivers des comics dans lequel différentes incarnations de Spider-Man peuvent être réunies.

### Venom
Le projet Venom est relancé par Sony en mars 2016. Il est alors envisagé comme un film autonome sans rapport avec les nouveaux films Spider-Man de Sony et Marvel Studios mais qui lancerait ensuite sa propre franchise et son univers partagé,. En mai 2017, Sony confirme que Venom n'est pas un spin-off d'un autre film et qu'il débute officiellement le Sony's Marvel Universe. Avec ce nouvel univers, Sony cherche à développer le concept progressivement plutôt que de se précipiter comme pour les The Amazing Spider-Man. En juillet, le président de Columbia Pictures, Sanford Panitch, déclare vouloir « faire ce qui est le mieux pour chaque propriété individuelle. Je veux juste honorer l'ADN d'origine ». Pour cette raison, Sony espère que chaque cinéaste donnera à son film son propre style plutôt que d'avoir une seule personne chargée de l'univers, en opposition à Kevin Feige pour l'univers cinématographique Marvel. Sony souhaite par ailleurs éviter les « films de comics classiques » en faisant des films de genres (horreur, comédie) et des films classés R produits avec des budgets inférieurs à la normale.
En juillet 2018, le magazine Vulture interroge plusieurs créatifs impliqués dans l'univers pour tenter d'atténuer les craintes de certains fans concernant les plans de Sony. Jonathan Goldstein, scénariste de Spider-Man: Homecoming, explique alors que l'avenir de l'univers dépendra du succès de Venom, ajoutant que d'autres studios avaient eu du mal à reproduire le succès de l'univers cinématographique de Marvel Studios. Brian Michael Bendis, auteur de comics de nombreux personnages Marvel Comics, déclare que les projets de Sony sont « très cool. Les fans n'ont pas à s'inquiéter de ce qu'ils font ». Il a ajouté par ailleurs que les films de l'univers cinématographique Marvel, tels que Iron Man (2008) et Les Gardiens de la Galaxie (2014), dans lesquels il est également impliqué, étaient au début considérés comme des risques en raison du manque de familiarité du grand public avec ces personnages. Ces deux films connaitront finalement tous deux un grand succès.
En août 2008, l'univers partagé est couramment appelé Sony's Universe of Marvel Characters (soit « L'univers de Sony des Personnages Marvel » en français) en interne chez Sony. Il est alors confirmé que le studio possède les droits de près de 900 personnages de Marvel Comics. Sanford Panitch, président de Columbia Picures, explique que « Spider-Man se connecte à de nombreux personnages. Il y a des méchants, des héros et des anti-héros, et beaucoup sont des personnages féminins, dont beaucoup sont de bonne foi, entièrement dimensionnés et tout à fait uniques. Nous pensons qu'il n'y a aucune raison pour que les personnages de Marvel ne puissent pas embrasser la diversité ». Lorsqu'on lui a demandé si Venom agirait comme le « fil conducteur » dans tout l'univers partagé, Sony répond que ce n'était pas nécessairement le cas car ils voulaient que Venom soit avant tout autonome,.
Après le succès de Venom, Amy Pascal déclare que les « plans précédemment mis en suspens » peuvent maintenant se concrétiser, notamment un film avec les Sinistres Six. En mars 2019, le président de Sony Pictures Entertainment, Tony Vinciquerra, déclare que « les sept ou huit prochaines années » de l'univers partagé ont été planifiées.

### Spider-Man dans l'univers cinématographique Marvel
Kevin Feige, président de Marvel Studios, déclare en juin 2017 que Venom est uniquement un projet Sony. Ainsi, il ne fait pas partie de son univers cinématographique Marvel. Cependant, la productrice Amy Pascal précise que Sony a l'intention de situer ses films dans « le même monde » que Spider-Man: Homecoming (2017). Ce dernier se déroulant dans le MCU, Amy Pascal les décrit comme « annexes » à ce monde. Elle a déclaré que Venom aura des liens avec le prochain film du Sony's Marvel Universe, centré sur Chatte noire et Silver Sable (finalement jamais produit). Elle ajoute que le Spider-Man incarné par Tom Holland pourrait faire le lien entre les films du MCU et ceux du Sony's Marvel Universe. Selon plusieurs rumeurs, Holland a tourné un caméo pour Venom, en tant que Peter Parker/Spider-Man, mais Marvel Studios a demandé à Sony d'exclure la scène du montage final. Finalement, la scène mi-crédit de Venom: Let There Be Carnage annonce la venue de Venom de Tom Hardy dans Spider-Man: No Way Home, après le sort de Docteur Strange, qui amène grâce au multivers Eddie Brock, ainsi que plusieurs autres personnages liés à Spider-Man, dans le MCU. Ce qui exclut de fait le fait que le SSU et le MCU se passe dans un même univers.
En août 2019, Marvel Studios et Disney passent plusieurs mois à discuter de l'élargissement de leur accord avec Sony, ce dernier cherchant à inclure plus de films que ce qui avait été initialement convenu tout en conservant les mêmes conditions que l'accord d'origine. Disney a alors demandé une participation de 25 à 50% dans tous les futurs films que Kevin Feige produira pour Sony,,. Sans parvenir à un accord, Sony annonce développer le prochain film Spider-Man sans Kevin Feige ni Marvel Studios. Le studio remercie cependant Kevin Feige pour son travail sur Spider-Man: Homecoming (2017) et Spider-Man: Far From Home (2019). The Hollywood Reporter a ajouté que la fin de cet accord signifie peut-être que le Spider-Man de Tom Holland n'apparaîtra plus dans les films de l'univers cinématographique Marvel, mais « augmentait considérablement » les chances de voir le personnage dans les films Sony Venom et Morbius alors en production. En septembre, le président de Sony Pictures Tony Vinciquerra a déclaré que « pour le moment la porte est fermée » à propos du retour de Spider-Man dans le MCU. Il confirme que le personnage sera intégré à l'univers partagé de Sony à l'avenir, disant « qu'il jouera avec les autres personnages » dont le studio détient les droits.
À la suite notamment de réactions négatives des fans, l'acteur Tom Holland s'entretient personnellement avec le PDG de Disney Robert Iger et avec Tom Rothman, celui de Sony Pictures. Disney rouvre alors les négociations avec Sony. Plus tard, en septembre, Sony et Disney annoncent un nouvel accord qui permettra à Marvel Studios et Kevin Feige de produire un autre film Spider-Man pour Sony, en conservant le personnage dans l'univers cinématographique Marvel. Disney aurait cofinancé 25% du film en échange de 25% des bénéfices du film, tout en conservant les droits de commercialisation du personnage. L'accord a également permis à Holland d'apparaître dans un futur film de Marvel Studios, tandis que Kevin Feige a déclaré que, pour aller de l'avant, le Spider-Man du MCU serait en mesure de « traverser des univers cinématographiques » et d'apparaître également dans l'univers partagé de Sony.
Le tournage de Spider-Man: No Way Home a débuté le 16 octobre 2020, pour une sortie initialement prévue en juillet 2021, mais qui a été repoussée à décembre 2021 à cause de la crise sanitaire mondiale de la Covid-19. Le film présente un multivers en lien avec la première trilogie de Sam Raimi et la duologie de Marc Webb. Le Venom du SSU incarné par Tom Hardy y fait une apparition en scène post-crédit avant d'être renvoyé dans son univers en y laissant un bout du symbiote.

### Fin de la franchise
En décembre 2024, après les mauvais résultats de Morbius et Madame Web, et devant les prévisions autour du film à venir Kraven the Hunter, Sony décide de suspendre la production des autres projets et de se consacrer uniquement à la production du 4e film Spider-Man avec Tom Holland, prévu pour 2026 ainsi qu'à celle de la série Spider-Noir centrée autour du personnage Spider-Man Noir interprété par Nicolas Cage. La presse y voit alors la fin de cet univers.
Conscient des échecs critiques et commerciaux de Morbius, Madame Web et Kraven The Hunter, Sony planche sur un reboot de cet univers excluant la trilogie Spider-Verse et la nouvelle trilogie Spider-Man avec Tom Holland et envisagerait d'introduire son propre Spider-Man sous les traits d'un nouvel acteur,.

## Films
| Sony's Spider-Man Universe (2018-2024) | Venom                       | Venom                       | Ruben Fleischer | Jeff Pinkner, Scott Rosenberg et Kelly Marcel                               | 5 octobre 2018 10 octobre 2018    | Columbia Pictures |  |  |  |  |  |  |  |  |  |  |  |  |  |
| Sony's Spider-Man Universe (2018-2024) | Venom: Let There Be Carnage | Venom: Let There Be Carnage | Andy Serkis     | Kelly Marcel                                                                | 24 septembre 2021 20 octobre 2021 | Columbia Pictures |  |  |  |  |  |  |  |  |  |  |  |  |  |
| Sony's Spider-Man Universe (2018-2024) | Morbius                     | Morbius                     | Daniel Espinosa | Matt Tolmach, Avi Arad et Lucas Foster                                      | 1er avril 2022 30 mars 2022       | Columbia Pictures |  |  |  |  |  |  |  |  |  |  |  |  |  |
| Sony's Spider-Man Universe (2018-2024) | Madame Web                  | Madame Web                  | S. J. Clarkson  | Lorenzo di Bonaventura, Erik Howsam, et Palak Patel                         | 16 février 2024 14 février 2024   | Columbia Pictures |  |  |  |  |  |  |  |  |  |  |  |  |  |
| Sony's Spider-Man Universe (2018-2024) | Venom: The Last Dance       | Venom: The Last Dance       | Kelly Marcel    | Avi Arad, Matt Tolmach, Amy Pascal, Hutch Parker, Tom Hardy et Kelly Marcel | 25 octobre 2024 30 octobre 2024   | Columbia Pictures |  |  |  |  |  |  |  |  |  |  |  |  |  |
| Sony's Spider-Man Universe (2018-2024) | Kraven le Chasseur          | Kraven the Hunter           | J. C. Chandor   | Avi Arad, Matt Tolmach, Amy Pascal                                          | 13 décembre 2024 18 décembre 2024 | Columbia Pictures |  |  |  |  |  |  |  |  |  |  |  |  |  |
|                                        |                             |                             |                 |                                                                             |                                   |                   |  |  |  |  |  |  |  |  |  |  |  |  |  |

### Venom(2018)

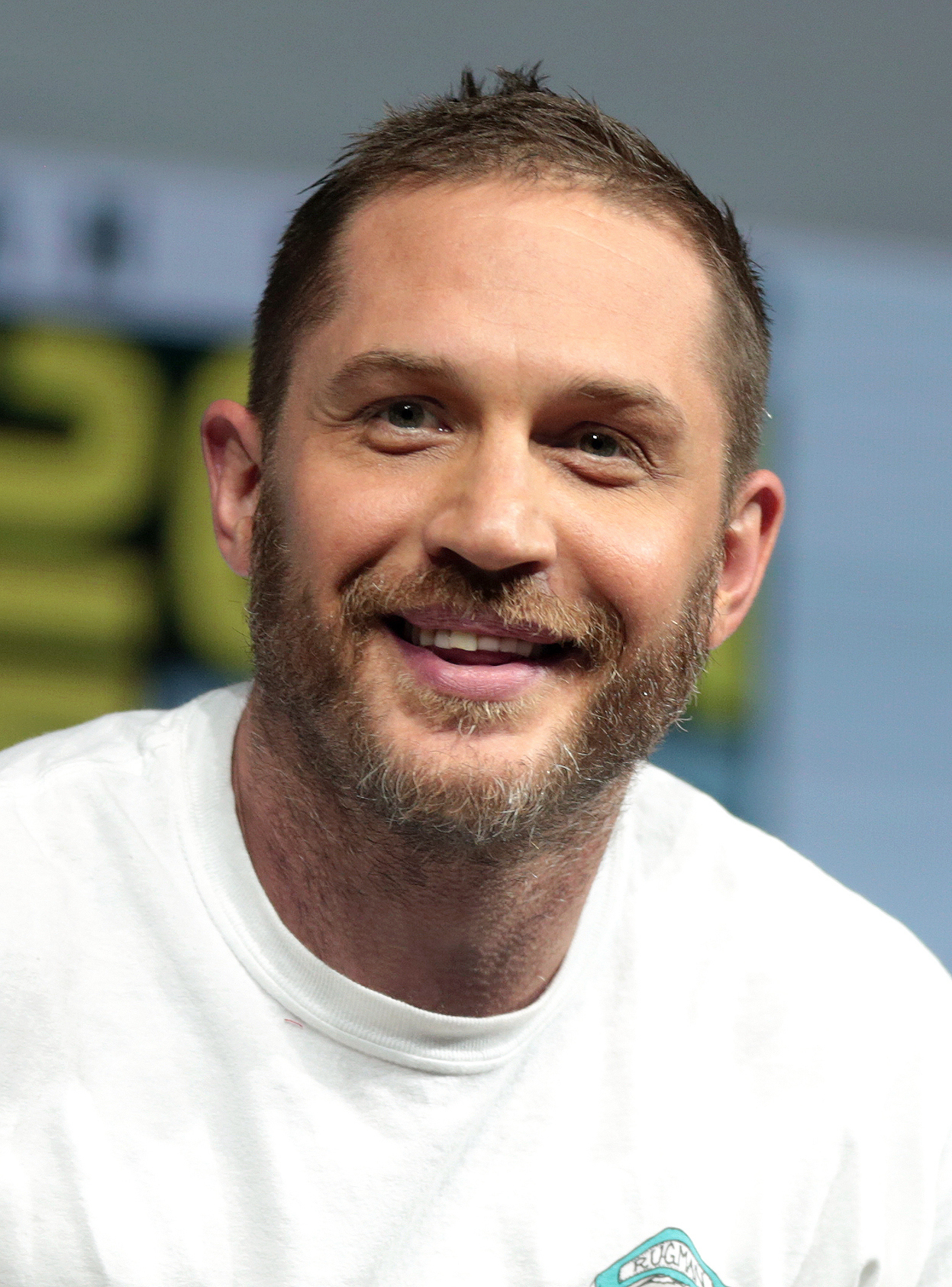
Tom Hardy, star de Venom et Venom: Let There Be Carnage.

À la suite d'un scandale, le journaliste Eddie Brock tente de relancer sa carrière en enquêtant sur la Life Foundation mais entre en contact avec un symbiote extraterrestre qui se lie à Brock, lui conférant des super pouvoirs tant qu'ils partagent le même corps.
Le film Venom, en développement depuis longtemps, a été relancé par Sony en mars 2016 comme le début du nouvel univers partagé. Un an plus tard, Scott Rosenberg et Jeff Pinkner écrivaient le scénario. En mai 2017, Sony a annoncé que Tom Hardy incarnerait Eddie Brock/Venom dans Venom, dirigé par Ruben Fleischer. Kelly Marcel s'est joint plus tard comme écrivain supplémentaire. Le tournage a eu lieu d'octobre 2017 à janvier 2018 à Atlanta, New York et San Francisco. Le film est sorti aux États-Unis le 5 octobre 2018.
Les producteurs voulaient se concentrer sur une histoire autonome avec Venom, plutôt que de lui proposer des opportunités de croisement pour les futurs films. Cependant, le film comprend une scène post-crédits avec un clip de Spider-Man: New Generation qui révèle que l'univers de Venom fait partie du Spider-Verse, un multivers partagé. Cela a été ajouté parce que Sony et les producteurs de Venom étaient enthousiasmés par la possibilité de croisements entre les films live-action et les films d'animation après avoir vu la qualité de Spider-Man: New Generation.

### Venom: Let There Be Carnage(2021)
Woody Harrelson est apparu sous le nom de Cletus Kasady/Carnage à la fin de Venom comme configuration pour une suite potentielle ce qui a été confirmé en janvier 2019 lorsque Kelly Marcel a été embauchée pour le scénario. Tom Hardy a été confirmé pour revenir, mais Fleischer ne l'a pas fait en raison d'engagements envers Retour à Zombieland (2019). Andy Serkis a été embauché comme réalisateur en août 2019. Le tournage a eu lieu en Angleterre de novembre 2019 à février 2020 avec des tournages supplémentaires à San Francisco. Venom: Let There Be Carnage est sorti le 15 octobre 2021 aux États-Unis.

### Morbius(2022)
Souffrant d'une rare maladie du sang, Michael Morbius tente un remède dangereux qui lui afflige une forme de vampirisme.
Après un « processus de développement secret » chez Sony, Matt Sazama (en) et Burk Sharpless (en) ont écrit un scénario pour un film basé sur Morbius. En juin 2018, Jared Leto devait jouer le rôle principal, Daniel Espinosa réalisant le film. Le tournage a commencé fin février 2019, à Londres et a été confirmé comme terminé en juin 2019. Art Marcum et Matt Holloway ont été annoncés comme scénaristes supplémentaires en janvier 2020. Morbius sort le 1er avril 2022 aux États-Unis.

### Madame Web(2024)
Après leur travail sur Morbius, Sony a engagé Matt Sazama et Burk Sharpless pour écrire un scénario centré sur Madame Web. Dakota Johnson est en négociations pour interpréter le personnage et Sydney Sweeney rejoint le projet en mars 2022. Le tournage débute en juillet 2022.

### Kraven the Hunter(2024)
En juillet 2017, Sony envisageait un film basé sur Kraven le chasseur avec Richard Wenk engagé pour écrire un scénario pour le film en août 2018. Wenk a déclaré en octobre que le film était destiné à présenter Kraven qui chasse Spider-Man et à adapter l'arc narratif Kraven's Last Hunt sous une forme ou une autre. Kraven est incarné par Aaron Taylor-Johnson. Le film, réalisé par J. C. Chandor, devait sortir le 13 janvier 2023, mais, en septembre 2022, il est repoussé au 6 octobre 2023. En juillet 2023, Sony repousse le film au 30 août 2024 à la suite de la grève des scénaristes et des acteurs. Finalement, il est repoussé une quatrième fois, et sort le 13 décembre 2024 aux États-Unis.

### Projets abandonnés
Un film sans titre Marvel devait sortir le 8 octobre 2021 mais a été retiré de cette date en mars 2020 lorsque Sony a déplacé plusieurs films sur son calendrier de sortie en raison de la pandémie de coronavirus 2019-2020.
- Nightwatch : En septembre 2017, Sony développait activement un film basé sur le personnage Nightwatch, avec un scénario d'Edward Ricourt. Une rumeur indique que Spike Lee réaliserait le film[35]. Cependant, Spike a démenti cette rumeur en octobre 2018[36]. Cheo Hodari Coker aurait été scénariste pour le film.
- The Sinister Six : Les plans de décembre 2013 de Sony pour leur propre univers partagé Amazing Spider-Man comprenaient un film basé sur le groupe Sinister Six de méchants de Spider-Man, avec Drew Goddard pour réalisateur et scénariste[37]. Goddard a été confirmé pour diriger le film en avril 2014. Le film aurait été annulé en novembre 2015 lorsque Sony se concentrait sur son nouveau redémarrage avec Marvel[38]. Toutefois en décembre 2018, Amy Pascal productrice de films Venom et Spider-Man a déclaré que le film était prêt à être relancer à condition que Drew Goddard soit prêt à se relancer dans le film[39].
- Projet Roberto Orci sans titre : en mars 2020, Sony a engagé le co-auteur de The Amazing Spider-Man : Le Destin d'un héros, Roberto Orci, pour écrire le scénario d'un film Marvel sans titre qui se déroulerait dans l'univers Marvel de Sony. Faisant rapport sur ces nouvelles, The Wrap a initialement déclaré que le projet devait être affilié à Spider-Man comme les autres films Marvel de Sony tels que Venom, mais le rapport a été rapidement mis à jour pour dire qu'il serait basé sur une propriété d'un « coin différent de l'univers Marvel auquel Sony a accès »[40].
- Hypno-Hustler : En décembre 2022, Donald Glover (interprète d'Aaron Davis dans Spider-Man: Homecoming en 2017) annonce au Hollywood Reporter[41]qu'il va écrire, produire et jouer dans un film centré sur le personnage d'Hypno-Hustler (en) dont le scénario est co-écrit par Myles Murphy, un des fils d'Eddie Murphy[42],[43],[44].
- Autres projets : Sony envisage également des films centrés sur les personnages Jackpot[45] et Mystério, avec Jake Gyllenhaal dans ce dernier rôle (le personnage est déjà apparu dans Far From Home)[46]. Sony recherchait activement des scénaristes pour le film Jackpot depuis août 2018. En décembre 2018, il a été suggéré qu'un film dérivé des films MCU Spider-Man ou des films animés Spider-Verse.

## Distribution et personnages
| Personnages                        | Venom (2018)      | Venom: Let There Be Carnage (2021) | Morbius (2022)   | Madame Web (2024) | Venom: The Last Dance (2024) | Kraven the Hunter (2024) |
| ---------------------------------- | ----------------- | ---------------------------------- | ---------------- | ----------------- | ---------------------------- | ------------------------ |
| Eddie Brock / Venom                | Tom Hardy         | Tom Hardy                          |                  |                   | Tom Hardy                    |                          |
| Anne Weying                        | Michelle Williams | Michelle Williams                  |                  |                   |                              |                          |
| Carlton Drake / Riot               | Riz Ahmed         |                                    |                  |                   |                              |                          |
| Cletus Kasady / Carnage            | Woody Harrelson   | Woody Harrelson                    |                  |                   |                              |                          |
| Dan Lewis                          | Reid Scott        | Reid Scott                         |                  |                   |                              |                          |
| Dora Skirth                        | Jenny Slate       |                                    |                  |                   |                              |                          |
| Roland Treece                      | Scott Haze        |                                    |                  |                   |                              |                          |
| Frances Barrison / Shriek          |                   | Naomie Harris                      |                  |                   |                              |                          |
| Détective Patrick Mulligan / Toxin |                   | Stephen Graham                     |                  |                   | Stephen Graham               |                          |
| Michael Morbius                    |                   |                                    | Jared Leto       |                   |                              |                          |
| Martine Bancroft                   |                   |                                    | Adria Arjona     |                   |                              |                          |
| Milo / Loxias Crown                |                   |                                    | Matt Smith       |                   |                              |                          |
| Alberto Rodriguez                  |                   |                                    | Al Madrigal (en) |                   |                              |                          |
| Simon Stroud                       |                   |                                    | Tyrese Gibson    |                   |                              |                          |
| Madame Web                         |                   |                                    |                  | Dakota Johnson    |                              |                          |
| Julia Carpenter                    |                   |                                    |                  | Sydney Sweeney    |                              |                          |
| Mattie Franklin                    |                   |                                    |                  | Celeste O'Connor  |                              |                          |
| Anya Corazon                       |                   |                                    |                  | Isabela Moner     |                              |                          |
| Ezekiel Sims (en)                  |                   |                                    |                  | Tahar Rahim       |                              |                          |
| Dr Teddy Payne / Agony             |                   |                                    |                  |                   | Juno Temple                  |                          |
| Rex Strickland                     |                   |                                    |                  |                   | Chiwetel Ejiofor             |                          |
| Dr Sadie Christmas / Lasher        |                   |                                    |                  |                   | Clark Backo (en)             |                          |
| Knull                              |                   |                                    |                  |                   | Andy Serkis                  |                          |
| Serguei Kravinoff / Kraven         |                   |                                    |                  |                   |                              | Aaron Taylor-Johnson     |
| Calypso                            |                   |                                    |                  |                   |                              | Ariana DeBose            |
| L'Étranger                         |                   |                                    |                  |                   |                              | Christopher Abbott       |
| Dmitri Smerdiakov / Caméléon       |                   |                                    |                  |                   |                              | Fred Hechinger           |
| Aleksei Sytsevich / Le Rhino       |                   |                                    |                  |                   |                              | Alessandro Nivola        |

## Séries télévisées
Le président de Sony Pictures Tony Vinciquerra déclare en mars 2019 que l'univers s'étendra à la télévision via Sony Pictures Television. À l'époque, le studio décide « essentiellement en interne » quelques personnages, parmi les 900 dont le studio a les droits. Le président de Sony Pictures Television, Mike Hopkins, explique ensuite que rien n'est décidé et que le diffuseur de ces séries télévisées n'est pas encore décidé. Disney+, propriété de Disney et donc de Marvel Comics, est envisagée, parmi d'autres. Ces plans télévisés ont été attribués au succès de Venom et Spider-Man: New Generation, qui « ont renforcé la confiance en l'appétit pour la tranche de Marvel de Sony ».
En avril 2019, Phil Lord et Chris Miller (scénaristes de Spider-Man: New Generation) signent un accord global avec Sony Pictures Television pour développer plusieurs séries pour le studio, dont certaines en prise de vues réelles. Certains projets seraient produits en collaboration avec Amy Pascal. En septembre 2019, Tony Vinciquerra révèle que cinq ou six séries télévisées sont en développement.
En décembre 2019, il est évoqué la possibilité d'une série centrée sur la Chatte noire et Silver Sable, qui aurait dû être le second film de l'univers après Venom,. Gina Prince-Bythewood, coscénariste et réalisateur du film abandonné, confirme en avril 2020 que Silver & Black est désormais développé à la télévision.
En février 2023, Variety révèle que Sony et Amazon développe une série basé sur Spider-Man: Noir qui se déroulera dans son propre univers et que le personnage principal ne sera pas Peter Parker. En décembre de la même année, le scénariste Steve Lightfoot est recruté pour servir de co-showrunner au côté de Oren Uziel (en). La série est également produite par Amy Pascal, Phil Lord et Chris Miller.
En mai 2024, Prime Video et MGM+ commande officiellement la série Spider-Man Noir avec Nicolas Cage, le tournage devrait débuter en septembre 2024 à Los Angeles. Parallèlement Prime Video et MGM+ abandonne le projet Silk: Spider Society. Sony Pictures Television recherche de nouveaux partenaires pour reprendre le projet.

### Sur Prime Vidéo
| Sony's Spider-Man Universe (2025 - Aujourd'hui) | 2025 | Spider-Noir | Spider-Noir | Oren Uziel Steve Lightfoot | Oren Uziel Steve Lightfoot | Sony Pictures Television Amazon MGM Studios | 1 |  |  |  |  |  |  |  |  |  |  |  |  |
|                                                 |      |             |             |                            |                            |                                             |   |  |  |  |  |  |  |  |  |  |  |  |  |

#### Spider-Noir
Spider-Noir suit l’histoire d’un détective privé vieillissant et malchanceux dans le New York des années 1930, qui est obligé de se débattre avec sa vie passée en tant que seul et unique super-héros de la ville.
En février 2023, Variety révèle que Sony et Amazon développe une série basé sur Spider-Man: Noir qui se déroulera dans son propre univers et que le personnage principal ne sera pas Peter Parker. En décembre de la même année, le scénariste Steve Lightfoot est recruté pour servir de co-showrunner au côté de Oren Uziel (en). La série est également produite par Amy Pascal, Phil Lord et Chris Miller. Les producteurs déclarent qu'il y a des discussions avec Nicolas Cage pour le rôle principal après que l'acteur a prêté sa voix au personnage dans le film Spider-Man: Into the Spider-Verse. En février 2024, Cage confirme qu'il est en discussion pour le rôle principal.
En mai 2024, Prime Video et Sony Pictures Television commande officiellement la série Noir et confirme la présence de Nicolas Cage dans le rôle principal. En juillet de la même année, la série est renommée Spider-Noir  et les acteurs Lamorne Morris et Brendan Gleeson rejoignent le casting. Le tournage de la série devrait débuter en septembre 2024 à Los Angeles.

### Séries abandonnéés

#### Silk: Spider Society
Fin juin 2018, Sony et Amy Pascal avaient commencé le développement d'un film avec le personnage Silk qui serait distinct de la version apparaissant dans le film d'animation Spider-Women de Sony. Après avoir d'abord envisagé un film, Sony fait évoluer le projet vers une série qui serait diffusée sur Amazon Prime Video. Sang Kyu Kim (Jupiter's Legacy) a été engagé pour développer la série. L'actrice Adeline Rudolph serait pressentie pour incarner Silk/Cindy Moon. La série est confirmée en novembre 2022 développée par Angela Kang, qui servira de productrice exécutive avec Amy Pascal, Phil Lord et Chris Miller..
En mai 2024, plusieurs sources mentionnent l'abandon de la série par Amazon Prime après la grève des scénaristes.

#### Silver & Black
Sony a annulé son projet d'équipe féminine Silver & Black en août 2018 avec l'intention de retravailler le projet en deux films solo distincts se concentrant sur chacun des personnages du titre, à commencer par Felicia Hardy/Black Cat. La réalisatrice prévue pour Silver & Black, Gina Prince-Bythewood, devait rester impliqué en tant que productrice. En 2019, Felicity Jones, interprète de Felicia Hardy dans The Amazing Spider-Man : Le Destin d'un héros de Marc Webb, avait exprimé son intérêt de reprendre le rôle. Le deuxième film solo prévu à être retravaillé à partir de Silver & Black était basé sur Silver Sable, Prince-Bythewood servant à nouveau de productrice.
Les deux films solos sont finalement annulés en janvier 2020 au profit d'une série télévisée qui reprendra l'idée de base avec l'équipe féminine, ce qui est confirmé en avril 2020. Cependant, la série semble aujourd'hui compromise après l'annonce de la fin du SSU et après 4 ans sans nouvelle de cette série.

## Accueil
Les films sont systématiquement et majoritairement accueillis de manière très négative, aussi bien par la presse que par le public, tout en étant démolis par les critiques dès leur première bande-annonce. L'absence de Spider-Man et un grand manque de fidélité par rapport aux comic book original sont les deux motifs les plus récurrents de cette mauvaise réception auxquels s'ajoutent des commentaires reprochant des scénarios trop complexes et peu intéressants ainsi que des bandes-annonces perçues comme résumant les films en intégralité.
Les sites ÉcranLarge et Hitek dénoncent par ailleurs des promesses non tenues par rapport aux bandes-annonces et aux intrigues, notamment la classification de Venom : Let There be Carnage, jugée erronée, des scènes coupées de Morbius qui sont visibles dans la bande-annonce ou encore, la censure de la version française de la première bande-annonce de Kraven le Chasseur où certaines scènes violentes et certains dialogues sont coupés.
Cette mauvaise réception a entrainé la création de mèmes sur Internet dont notamment les répliques "It's Morbin Time !" (inspirée de la devise de la Chose, autre super-héros de Marvel) prétendument tirée de Morbius et "He was in the amazon with my mom when she was researching spiders right before she died", entendue dans la bande-annonce de Madame Web, finalement non retenue au montage final.
Selon Emma Roberts, actrice dans Madame Web, la culture d'Internet a grandement influé l'esprit du public, ce qui lui a valu au film de recevoir un accueil différent de ce qu'il aurait pu avoir,.
Netflix a néanmoins permis à Venom: Let There Be Carnage et Madame Web d'avoir une seconde chance auprès du public,.

### Box-office
| Film                        | Année de sortie | Box-office        | Box-office         | Box-office      | Entrées   | Budget        | Réf. |
| Film                        | Année de sortie | États-Unis Canada | Autres territoires | Mondial         | France    | Budget        | Réf. |
| --------------------------- | --------------- | ----------------- | ------------------ | --------------- | --------- | ------------- | ---- |
| Venom                       | 2018            | 213 515 506 $     | 642 569 645 $      | 856 085 161 $   | 2 284 848 | 100 000 000 $ | ,    |
| Venom: Let There Be Carnage | 2021            | 213 550 366 $     | 293 313 226 $      | 506 863 592 $   | 1 630 899 | 110 000 000 $ | ,    |
| Morbius                     | 2022            | 73 865 530 $      | 93 595 431 $       | 167 460 961 $   | 775 135   | 75 000 000 $  | ,    |
| Madame Web                  | 2024            | 43 829 294 $      | 56 681 658 $       | 100 510 952 $   | 439 538   | 80 000 000 $  | ,    |
| Venom: The Last Dance       | 2024            | 118 517 695 $     | 279 400 000 $      | 397 917 695 $   | 1 110 268 | 120 000 000 $ |      |
| Kraven the Hunter           | 2024            | 25 026 310 $      | 37 050 223 $       | 62 076 533 $    | 413 203   | 130 000 000 $ | ,    |
| Totaux                      | Totaux          | 663 278 391 $     | 1 365 559 960 $    | 2 028 838 361 $ | 6 240 688 | 485 000 000 $ |      |

### Critique
| Film                        | Rotten Tomatoes | Metacritic       | AlloCiné             |
| --------------------------- | --------------- | ---------------- | -------------------- |
| Venom                       | 30% (365 avis)  | 35⁄100 (46 avis) | 1,8⁄5 (21 critiques) |
| Venom: Let There Be Carnage | 58% (261 avis)  | 48⁄100 (47 avis) | 1,7⁄5 (19 critiques) |
| Morbius                     | 16% (134 avis)  | 37⁄100 (45 avis) | 2,3⁄5 (11 critiques) |
| Madame Web                  | 12% (235 avis)  | 21⁄100 (51 avis) | 1,3⁄5 (7 critiques)  |
| Venom: The Last Dance       | 41% (211 avis)  | 41⁄100 (47 avis) | 1,5⁄5 (17 critiques) |
| Kraven The Hunter           | 15% (158 avis)  | 35⁄100 (41 avis) | 1,4⁄5 (14 critiques) |

## Œuvres associées

### Films
| Film                             | Année                            | Réalisateurs                     | Scénaristes                      | Producteurs                      | Statut                           |
| Univers cinématographique Marvel | Univers cinématographique Marvel | Univers cinématographique Marvel | Univers cinématographique Marvel | Univers cinématographique Marvel | Univers cinématographique Marvel |
| -------------------------------- | -------------------------------- | -------------------------------- | -------------------------------- | -------------------------------- | -------------------------------- |
| Spider-Man: No Way Home          | 2021                             | Jon Watts                        | Chris McKenna et Erik Sommers    | Kevin Feige et Amy Pascal        | Sortis                           |

### Bande dessinée
Une bande dessinée liée à Venom, servant à la fois de préquelle et de teaser pour le film, a été publiée numériquement par Marvel le 14 septembre 2018 avec une version physique disponible pour ceux qui ont acheté des billets pour le film dans AMC Theatres. Écrit par Sean Ryan et illustré par Szymon Kudranski, le comics établit la trame de fond du film pour le symbiote. SKAN a fourni la pochette de la bande dessinée.

### Sur les réseaux sociaux
Une série de vidéos TikTok ont été publiées avant la sortie du film Morbius afin d'en faire la promotion. Les vidéos prennent la forme de reportages du Daily Bugle et présentent le docteur Morbius, le navire abandonné en pleine mer ainsi que l'apparition d'une créature étrange à New York.